# 김계리
김계리(金桂利, 1984년~)는 대한민국의 변호사이다.

## 학력
- 중학교 졸업학력 검정고시 합격
- 고등학교 졸업학력 검정고시 합격
- 인하대학교 경영대학 국제통상학과
- 건국대학교 부동산대학원 경영관리학 석사
- 2010년 제52회 사법시험 합격[1]

## 활동
윤석열 대통령 탄핵 심판 2025년 2월 4일 4차 변론에서 피청구인 윤석열측 대리인으로 출석하였다. 해당 변론에서 증인 신분으로 나온 홍장원 전 국가정보원 제1차장에게 "나는 여기 헌법재판소에서 피의자 신분으로 심문을 받는 게 아니다"라는 항의를 받았다. 이에 김계리 변호사 본인이 사과를 하는 모습을 보였다.
국무총리실 소속 여수·순천 10·19사건진상조사보고서작성기획단에 윤석열 탄핵심판 변호인단의 김계리 변호사가 참여하는 것으로 알려져 기획단의 정치적 편향성에 대한 논란이 제기되었다. 여순10·19 범국민연대는 ”위촉단원 8명 중 5명이 가해자 쪽을 대변하는 국방부 관계자이고, 김계리 변호사도 보수 성향을 드러냈다”며 “이들을 연임시킨다면 정권이 바뀌더라도 여순사건의 축소·왜곡 기조가 보고서에 담길 수 있다”고 우려하는 입장을 표명했다.